# Aime-la-Plagne
Aime-la-Plagne is een gemeente in het Franse departement Savoie. Aime-la-Plagne is op 1 oktober 2016 ontstaan door de fusie van de gemeenten Aime, Granier en Montgirod en heeft zijn hoofdplaats in Aime. Het wintersportgebied La Plagne ligt deels op het grondgebied van de gemeente; de skidorpen Montalbert en Plagne Aime 2000 maken deel uit van de gemeente en zijn de reden waarom de fusiegemeente de naam Aime-la-Plagne meekreeg. Op 1 januari 2022 telde de gemeente 4.409 inwoners, geconcentreerd in Aime en enkele andere gehuchten in de Tarentaisevallei.

## Geografie
De oppervlakte van Aime-la-Plagne bedroeg op 1 januari 2022 94,67 vierkante kilometer; de bevolkingsdichtheid was toen 46,6 inwoners per km².

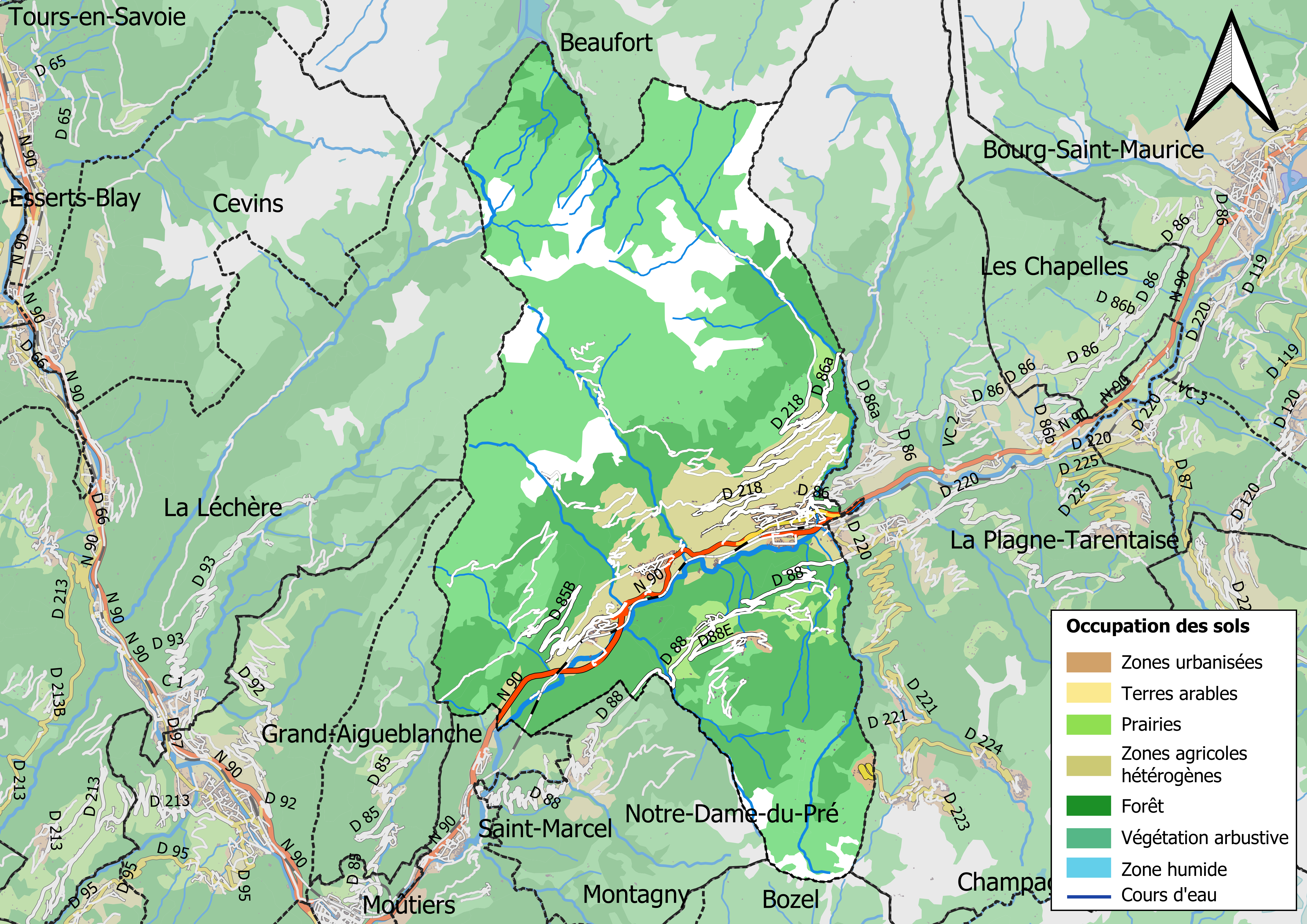
Kaart van de gemeente met de belangrijkste infrastructuur, bodemgebruik en omliggende gemeenten

## Fotogalerij

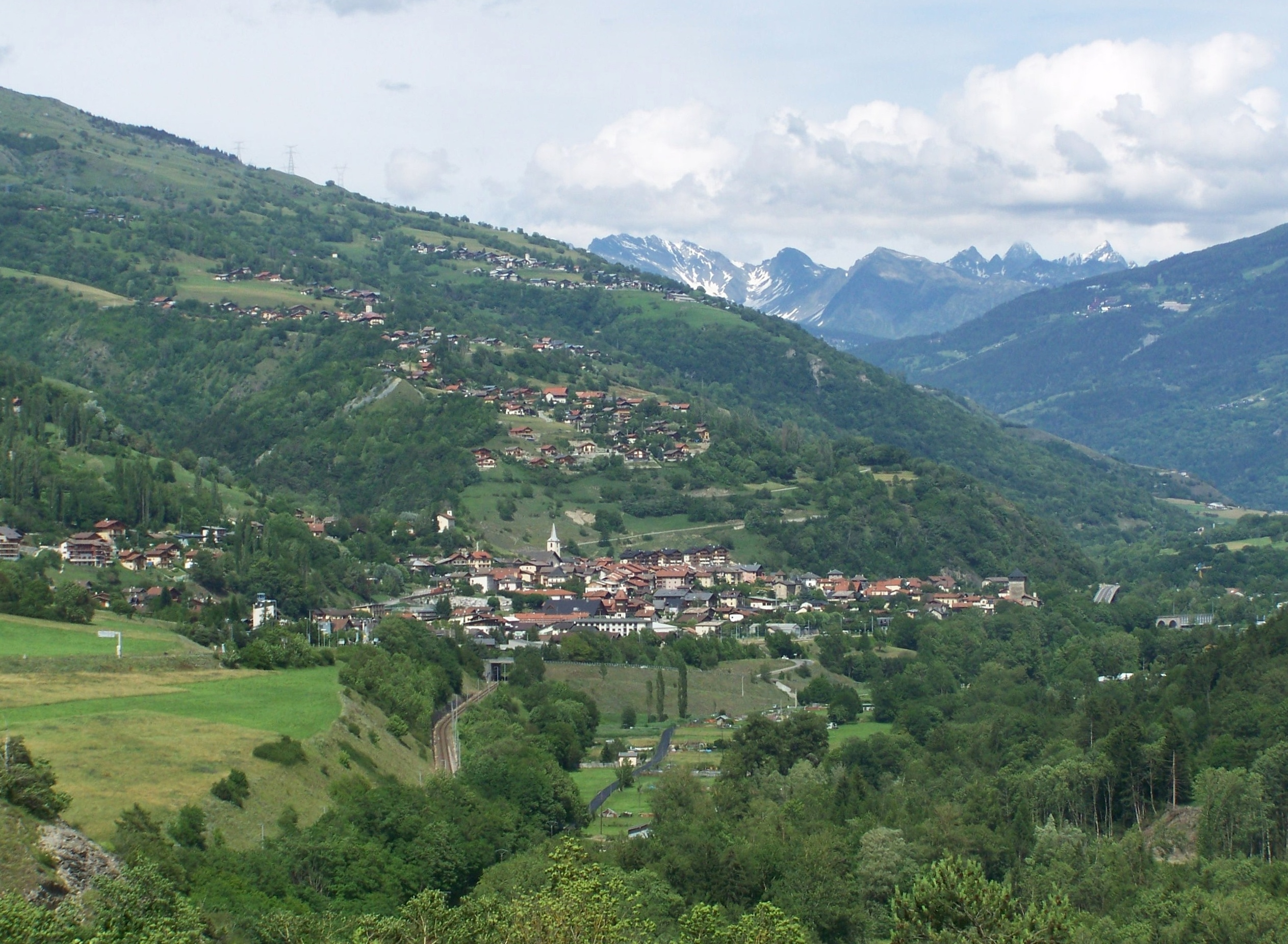
Zicht op de hoofdplaats Aime met daarachter op de flank enkele gehuchten van de voormalige gemeente La Côte d'Aime, in 2016 opgenomen in La Plagne Tarentaise.
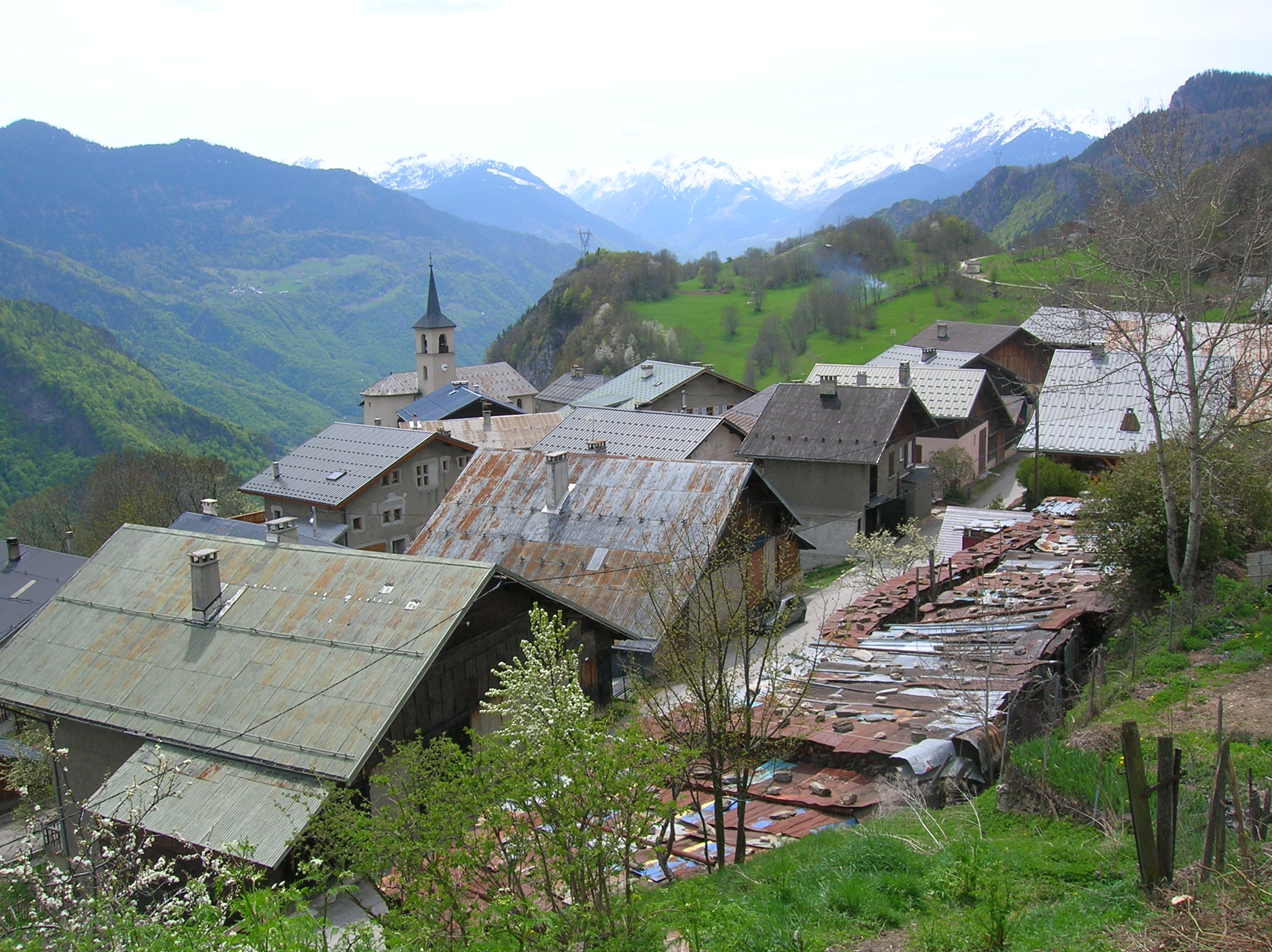
Het gehucht Montgirod
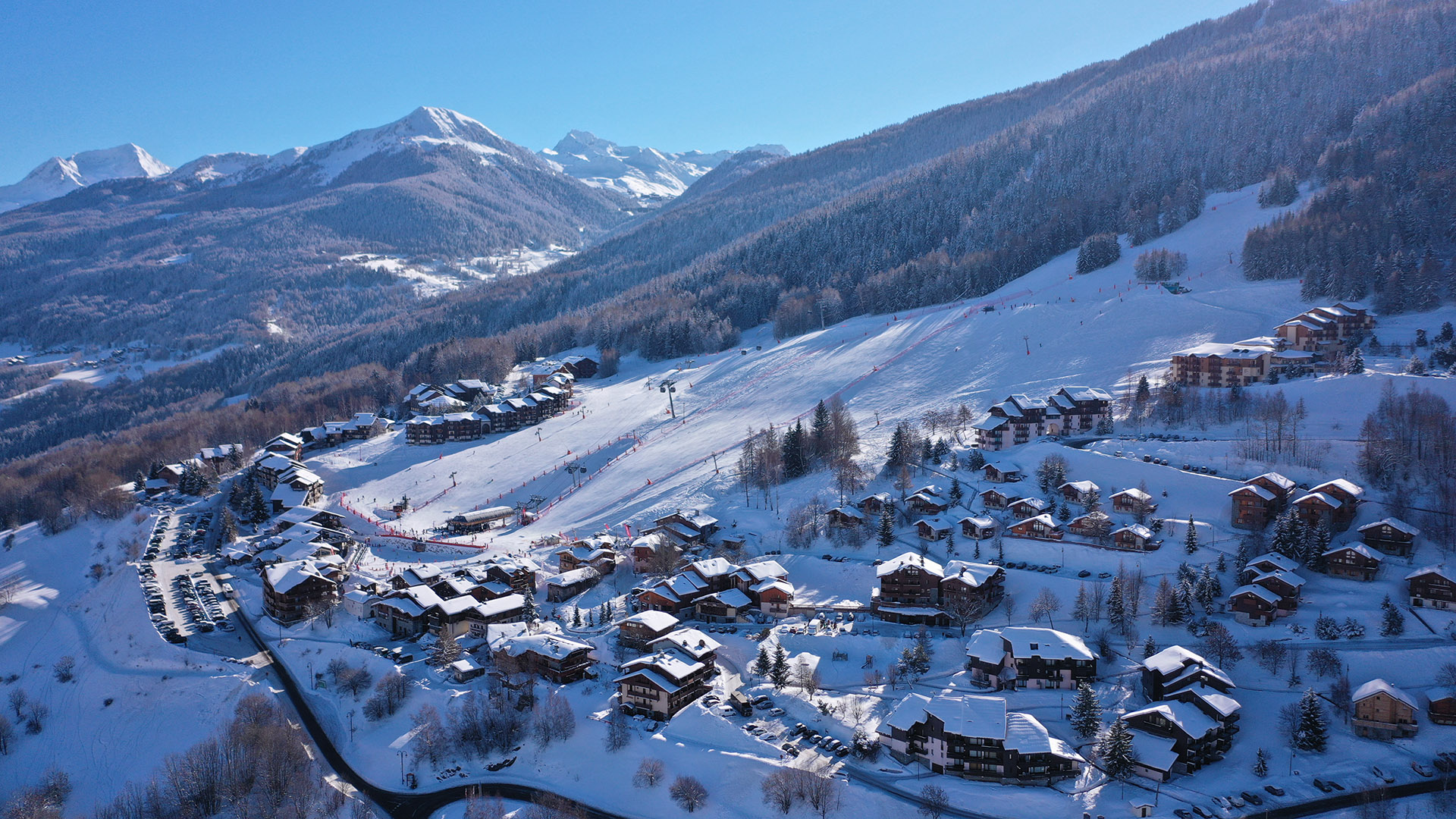
Het skidorp Montalbert
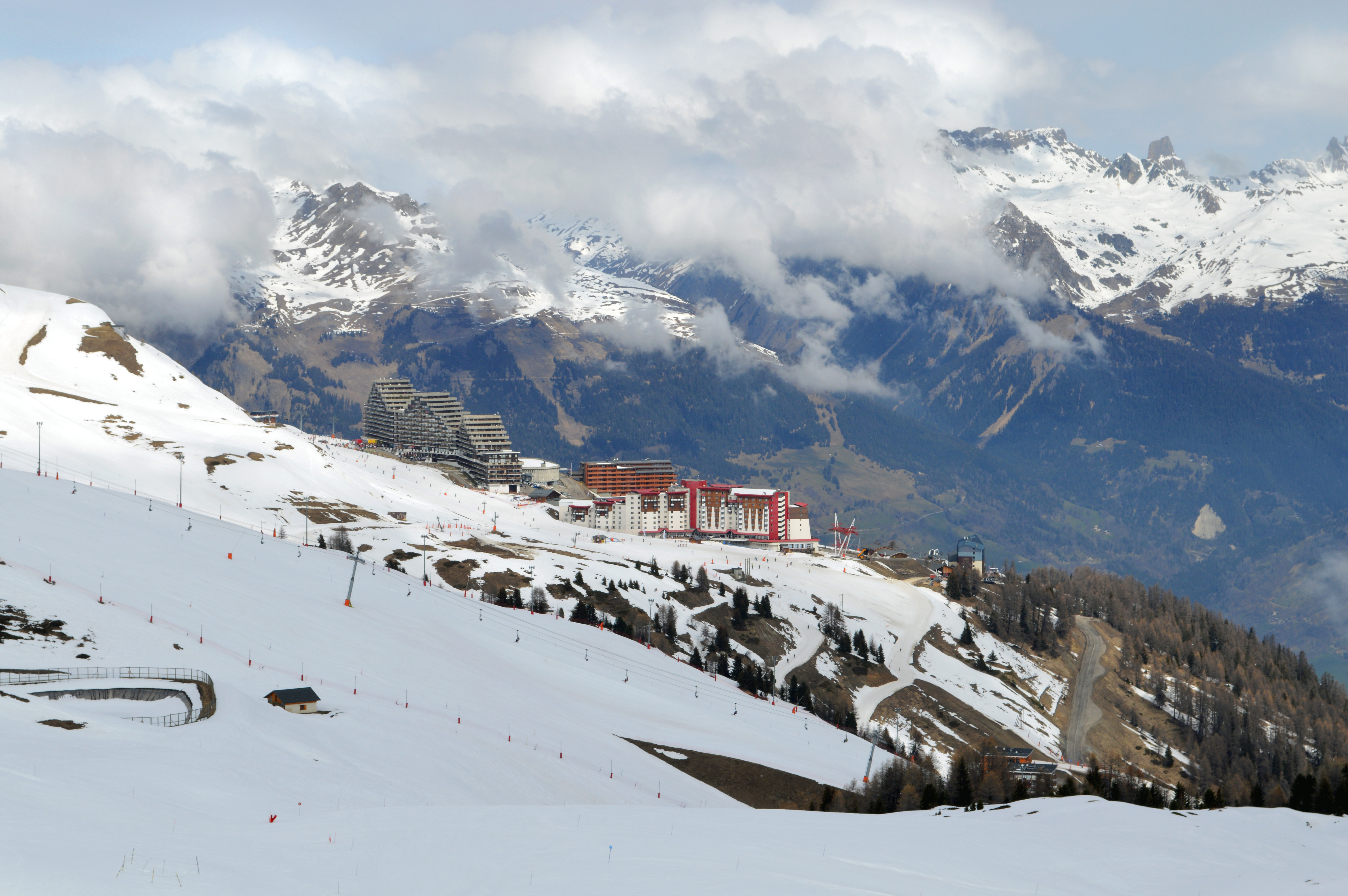
Zicht op Plagne Aime 2000